# Adfines inter se non sunt adfines
La locuzione latina adfines inter se non sunt adfines (letteralmente gli affini tra di loro non sono affini) è un brocardo che in diritto esprime il principio secondo cui è giuridicamente irrilevante il rapporto intercorrente tra i parenti dei coniugi, o fra i coniugi di parenti, essendo il rapporto di affinità limitato esclusivamente tra un coniuge e i parenti dell'altro coniuge.